# Dino Stalker
Dino Stalker, conocido en Japón como Gun Survivor 3: Dino Crisis (ガンサバイバー3 ディノクライシス ~ Gansabaibā 3 Deinokuraishisu) es un videojuego de disparos con pistola de luz en primera persona desarrollado por la empresa Capcom para la consola PlayStation 2. Fue puesto a la venta en Japón el 27 de junio de 2002, en América del Norte el 9 de septiembre de 2002, y en Europa el 20 de septiembre de 2002.
Dino Stalker es el tercer videojuego de la serie Gun Survivor, una serie de juegos clasificados como spin-off de disparos en primera persona basados en Resident Evil, pero este tercer capítulo fue basado en Dino Crisis. Su título original japonés fue Gun Survivor 3: Dino Crisis, pero fue renombrado como Dino Stalker para el mercado estadounidense y europeo. Como los anteriores capítulos, Dino Stalker está especialmente diseñado para jugar con la pistola óptica oficial de PlayStation 2, la GunCon 2, aunque también puede ser jugado con el mando tradicional Dual Shock 2.

## Sinopsis
El juego se centra en un joven llamado Mike Wired, teniente del ejército estadounidense que está atrapado en un intenso combate aéreo durante la Segunda Guerra Mundial. Su avión es abatido, pero Mike logra salir del avión para abrir su paracaídas. Justo cuando iba a hacerlo, un avión enemigo se precipita sobre él y le dispara. Mike parece estar condenado a morir hasta que, de repente y sin explicación, es transportado en el tiempo 3.000.000 de años en el futuro, y debe defenderse contra un ejército de depredadores prehistóricos voladores (un arma de fuego de tecnología bastante avanzada y una especie de brazalete con comunicador incorporado, aparecen en sus manos por arte de magia). 
Cuando logra abatirlos, consigue abrir el paracaídas y llegar a tierra firme en una misteriosa isla de frondosa jungla. Allí se encuentra con más dinosaurios y Mike no da crédito a lo que está sucediendo ya que, aparte de los dinosaurios, él se encontraba sobrevolando el Océano Pacífico y no había ninguna isla. Una voz misteriosa le habla por el comunicador pidiéndole que busque a una chica llamada Paula. Sin más opciones, Mike decide hacerle caso y descubrir todo este misterio.

## Sistema de juego
Dino Stalker se juega como un Videojuego de disparos en primera persona, con total libertad de movimientos. Aunque los escenarios se pueden explorar, cada misión cuenta con un tiempo límite para ser terminada. El jugador puede recoger armamento convencional como escopetas, lanza granadas, lanzacohetes o ametralladoras, aunque también fusiles de rayos láser o de plasma. Sólo el arma principal (la que viene por defecto) posee munición infinita.
El jugador puede ir rompiendo cristales de colores (azules y púrpuras) que otorgan unos segundos más al tiempo límite. Excepto en un par de misiones, cada nivel está culminado por un enfrentamiento contra jefes finales como Tiranosaurio Rex o un grupo de salvajes Velociraptor.

## Personajes
En Dino Stalker destacan las apariciones de Dylan Morton y Paula, ambos de Dino Crisis 2. También se hacen referencias a varios acontecimientos vistos en los dos primeros Dino Crisis.
- Mike Wired:protagonista principal del juego y que el jugador controla.
- Paula: Hija de Dylan Morton y principal rescate de Mike en la historia.
- Dylan Morton: es el Padre de Paula y es quien se comunica con Mike por el comunicador.

## Recepción
Dino Stalker tiene una puntuación media en Metacritic de un 50 sobre 100